# 陈晓琼
陈晓琼（1961年—），湖南郴州人，汉族，中华人民共和国政治人物、第十一届全国人民代表大会湖南地区代表。
毕业于湖南医学院医疗专业。加入农工党。担任郴州市第一人民医院妇科主任。2008年起担任全国人大代表。